# Друга облога Сарагоси
Друга облога Сарагоси — друга битва за іспанське місто Сарагоса в ході Піренейських війн.